# Saleh Bakri
Saleh Bakri (en árabe: صالح بكري‎, en hebreo: סאלח בכרי‎; Jaffa, 1 de marzo de 1977) es un actor palestino nacido en Jaffa y criado en Bi'ina (Israel). Saleh es hijo del también actor y director palestino Mohammad Bakri, y hermano de los actores Ziad y Adam Bakri. Comenzó su carrera en el teatro, pero ha realizado numerosas incursiones en el cine.

## Carrera
En 1997, con tan solo 20 años, se enroló en un curso de interpretación en Tel Aviv. Una de las primeras obras de teatro en las que participó fue La Muerte y la Doncella, dirigida por Juliano Mer-Khamis, y también interpretó Hamlet en árabe en las calles de Haifa. Desde sus inicios, Saleh se ha negado a participar en cualquier película que reciba fondos de las instituciones oficiales israelíes. Aunque vivió durante seis meses en Francia y otros cinco meses en Italia, actualmente reside en Haifa.
En 2007 hizo su debut en el cine con La banda nos visita, película con la que consiguió el Premio al Mejor Actor de Israel.
Poco después participó en La Sal de Este Mar, de Annemarie Jacir, que fue estrenada en el Festival de Cannes de 2008. La Sal de Este Mar, que supuso también el debut de Saleh Bakri en el cine palestino, fue la representante oficial de Palestina en los Premios de la Academia. La Banda nos Visita también obtuvo numerosos premios y galardones, como el premio FIPRESCI en la sección Un Certain Regard del Festival de Cannes. Al año siguiente, Bakri interpretó al padre de Elia Suleiman en The Time That Remains.
En 2011, Saleh Bakri apareció en la película La Fuente de las Mujeres, de Radu Mihaileanu, junto con Leïla Bekhti, Hafsia Herzi, Biyouna, Sabrina Ouazani y Hiam Abbass.
Bakri fue también el actor protagonista de la obra de Sharif Waked To Be Continued, de 2009, en la que interpretaba a un mártir palestino que, cuando se dispone a leer el texto previo a su inmolación, descubre que este no es otra cosa que cuentos de Las Mil y Una Noches.
Entre otros proyectos, también ha trabajado en El cumpleaños de Laila, de Rachid Masharawi, en el que interpreta un pequeño papel junto a su padre. En 2012 participó en la segunda película de Annemarie Jacir, When I Saw You, en la que interpreta a Tarek, un chico de 11 años que huye de un campamento de refugiados en Jordania justo al inicio de la Guerra de los Seis Días, en 1967. When I Saw You fue la representante oficial de Palestina en los Premios de la Academia de 2013. También ha participado en un cortometraje titulado Fireworks, dirigido por el italiano Giacomo Abbruzzese. 
En 2013, interpretó el papel protagonista de la película de suspense italiana Salvo, que ganó el Gran Premio de la Crítica en el Festival de Cine Cannes de 2013; la revista Variety dijo de Bakri que era "puro Alain Delon". En 2015, apareció en la representación teatral de Fireworks en el Royal Court Theatre, dirigida por la dramaturga palestina Dalia Taha, que trata sobre dos familias que viven angustiadas el bloqueo de la Franja de Gaza y sobre el impacto de los bombardeos israelíes en los niños gazatíes. Ese mismo año protagonizó Zinzana, un filme de suspenso psicológico ambientado en una prisión y rodado en Jordania.
En 2017 protagonizó junto con su padre Mohammad Bakri la película Wajib, traducida al español como Invitación de Boda y dirigida por Annemarie Jacir. En esta película interpreta a Shadi, un joven expatriado palestino con pasaporte israelí que vuelve a su ciudad natal, Nazaret, para organizar junto con su padre la boda de su hermana.
En 2019 actuó en Dialogue with the Unseen, una video instalación del artista italiano Valerio Rocco Orlando. En 2021, la película de Bakri, The Present, fue nominada al Premio de la Academia al Mejor Cortometraje de Acción Real. Al año siguiente protagonizó El Caftán Azul junto con la actriz belga Lubna Azabal.

## Filmografía
| Año  | Título                   | Papel          | Director(a)                        | Notas                               |
| ---- | ------------------------ | -------------- | ---------------------------------- | ----------------------------------- |
| 2007 | La banda nos visita      | Khaled         | Eran Kolirin                       | Título original: Bikur Ha-Tizmoret  |
| 2008 | La sal de este mar       | Emad           | Annemarie Jacir                    | Título original: Milh Hadha al-Bahr |
| 2009 | The Time That Remains    | Fuad           | Elia Suleiman                      |                                     |
| 2011 | La fuente de las mujeres | Sami           | Radu Mihăileanu                    | Título original: La Font des Femmes |
| 2012 | When I saw you           | Layth          | Annemarie Jacir                    | Título original: Lamma Shoftak      |
| 2013 | Salvo                    | Salvo Mancuso  | Fabio Grassadonia y Antonio Piazza |                                     |
| 2014 | Giraffada                | Yacine         | Rani Massalha                      |                                     |
| 2015 | Zinzana                  | Talal          | Majid Al Ansari                    | Título original: Rattle the cage    |
| 2017 | Wajib                    | Shadi          | Annemarie Jacir                    |                                     |
| 2017 | Bonboné                  |                | Rakan Mayasi                       | Cortometraje                        |
| 2018 | The Tower                | Yehia          | Mats Grorud                        | Película de animación               |
| 2019 | My Zoe                   | Akil           | Julie Delpy                        |                                     |
| 2019 | Dialogue with the Unseen |                | Valerio Rocco Orlando              |                                     |
| 2020 | The Present              | Yusef          | Farah Nabulsi                      |                                     |
| 2021 | Costa Brava, Lebanon     | Walid          | Mounia Akl                         |                                     |
| 2022 | El Caftán Azul           | Halim          | Maryam Touzani                     |                                     |
| 2023 | El profesor              | Basem El Saleh | Farah Nabulsi                      |                                     |
| 2025 | All That's Left of You   |                | Cherien Dabis                      |                                     |

## Premios y reconocimientos
- 2021 Premio al mejor actor por Costa Brava, Lebanon en el Festival Internacional de Cine de Mujeres de Salé (Marruecos).[14]